# Head Brook
Der Head Brook (englisch head für „Kopf“; brook für „kleineres Fließgewässer“) ist der 70 km lange Quellfluss des Kogaluk River in der kanadischen Provinz Neufundland und Labrador. 

## Flusslauf
Der Head Brook bildet den Abfluss eines etwa 400 m hoch gelegenen namenlosen Sees unweit der Grenze zu Québec. Er verlässt den See an dessen Ostufer. Er fließt in östlicher Richtung durch den Osten der Labrador-Halbinsel. Dabei durchschneidet er das Hügelland des Kanadischen Schildes. 9 km oberhalb seiner Mündung in den Cabot Lake, trifft der Mistastin River von Süden kommend auf den Fluss.